# 有楽興行
有楽興行株式会社（ゆうらくこうぎょう）は、福岡県福岡市中央区に本社を置き、映画事業、外食事業、不動産事業を行う日本の企業。福岡市、北九州市、下関市、長崎市、鹿児島市などで飲食店や映画館を経営・運営している。鹿児島中央駅前のアミュプラザ鹿児島にて鹿児島ミッテ10を株式会社ティ・ジョイと共同で運営していることで知られる。

## 歴史
1953年（昭和28年）に映画興行会社として設立され、福岡県福岡市に福岡文化劇場を、山口県下関市に下関文化劇場を開館させた。1988年（昭和63年）7月に鹿児島県鹿児島市に開館させたシネシティ文化は、4スクリーンを有する九州初の複合映画ビルであり、シネマコンプレックスとされることもある。1992年（平成4年）には外食事業にも進出し、九州地方の県庁所在地などにレストランや居酒屋などを多数オープンさせている。2013年（平成25年）には設立60周年を迎えた。

## 年表

### 映画事業 (年表)
- 1953年（昭和28年）6月17日 - 福岡市に福岡文化劇場が開館、下関市に下関文化劇場が開館。
- 1981年（昭和56年）12月 - 下関市の下関文化劇場1階に文化シネマが開館。
- 1982年（昭和57年）2月 - 北九州市に黒崎文化劇場が開館。
- 1985年（昭和60年）4月 - 鹿児島市に文化プラザ80・文化プラザ120が開館。
- 1987年（昭和62年）7月 - 北九州市に小倉有楽100・小倉有楽150が開館。
- 1988年（昭和63年）5月 - 福岡市にシネテリエ天神が開館。
- 1988年（昭和63年）7月 - 鹿児島市にシネシティ文化が開館。
- 1989年（平成元年）3月 - 北九州市に黒崎文化2が開館。
- 1997年（平成9年）7月 - 北九州市にシネシティ有楽1・2・3が開館。
- 2004年（平成16年）9月 - 鹿児島市に鹿児島ミッテ10が開館。

### 外食事業
- 1992年（平成4年）4月 - 鹿児島市にキリンビアレストラン有楽市場鹿児島店がオープン。
- 1993年（平成5年）3月 - 北九州市にキリンビアレストラン有楽市場小倉店がオープン。
- 1994年（平成6年）4月 - 鹿児島市ににタイの食卓サバーイがオープン。
- 1994年（平成6年）11月 - 福岡市に有楽市場天神店がオープン。
- 1996年（平成8年）7月 - 鹿児島市に居酒屋朝次郎鹿児島店がオープン。
- 1997年（平成9年）7月 - 北九州市に居酒屋朝次郎小倉店がオープン。
- 1998年（平成10年）3月 - 鹿児島市に地中海風居酒屋有楽市場UNO鹿児島店がオープン。
- 1998年（平成10年）11月 - 北九州市に地中海風居酒屋UNO有楽市場 小倉店オープン。
- 2000年（平成12年）3月 - 福岡市にビアレストランパブキリン朝次郎天神ビル店がオープン。
- 2000年（平成12年）9月 - 長崎市に焼肉有楽市場アミュプラザ長崎店がオープン。
- 2002年（平成14年）4月 - 長崎市に魚菜や朝次郎アミュプラザ長崎店がオープン。
- 2003年（平成15年）11月1日 - 鹿児島市に炉庵鹿児島店がオープン。
- 2004年（平成16年）9月 - 鹿児島市に魚菜や朝次郎アミュプラザ鹿児島店がオープン。
- 2010年（平成22年）7月1日 - 長崎市に魚菜や朝次郎長崎店がオープン。
- 2014年（平成26年）6月1日 - 鹿児島市に居酒屋朝次郎天文館店がオープン。

## 現在経営・運営している店舗

### 映画事業

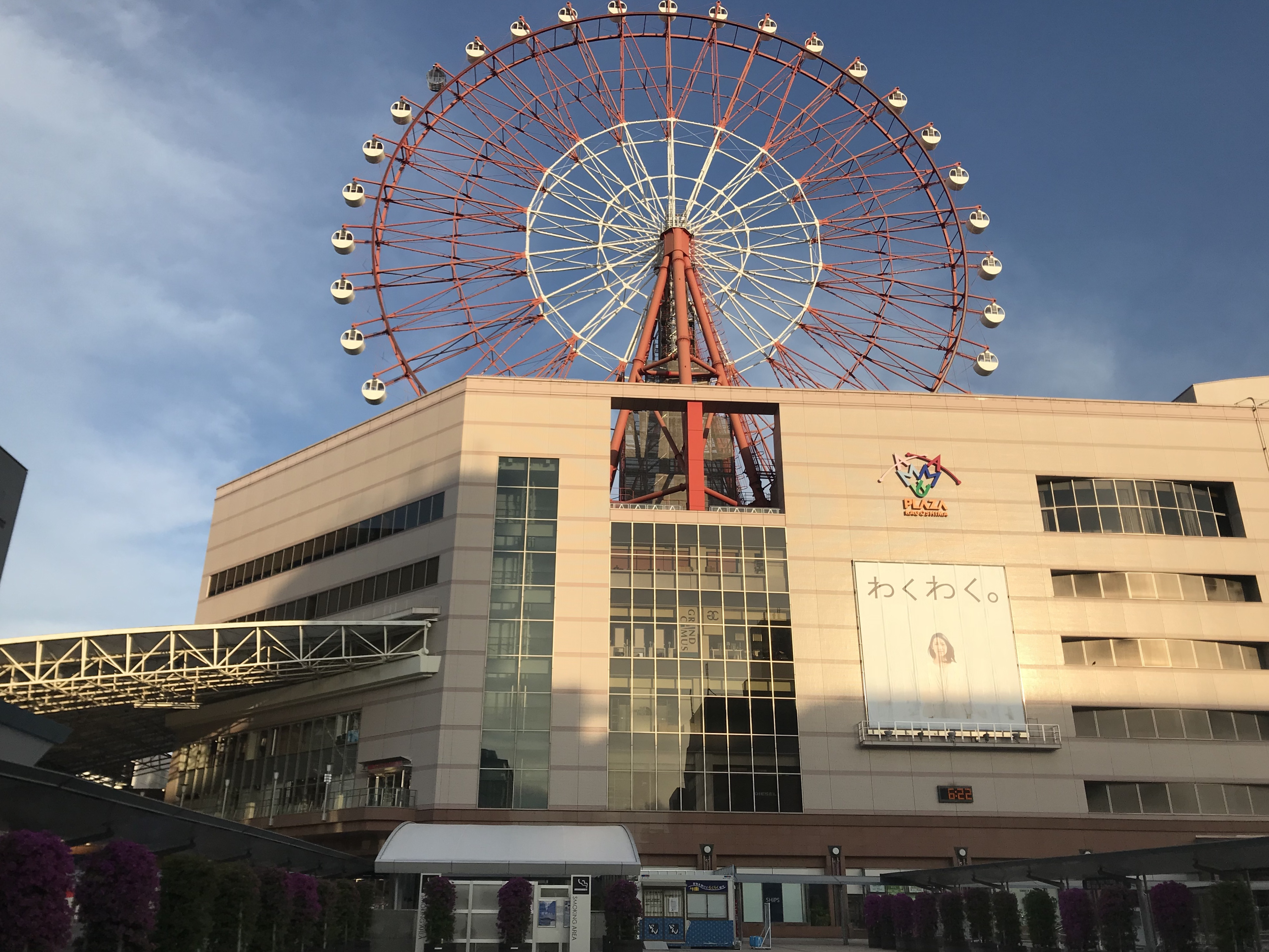
鹿児島ミッテ10が入るアミュプラザ鹿児島

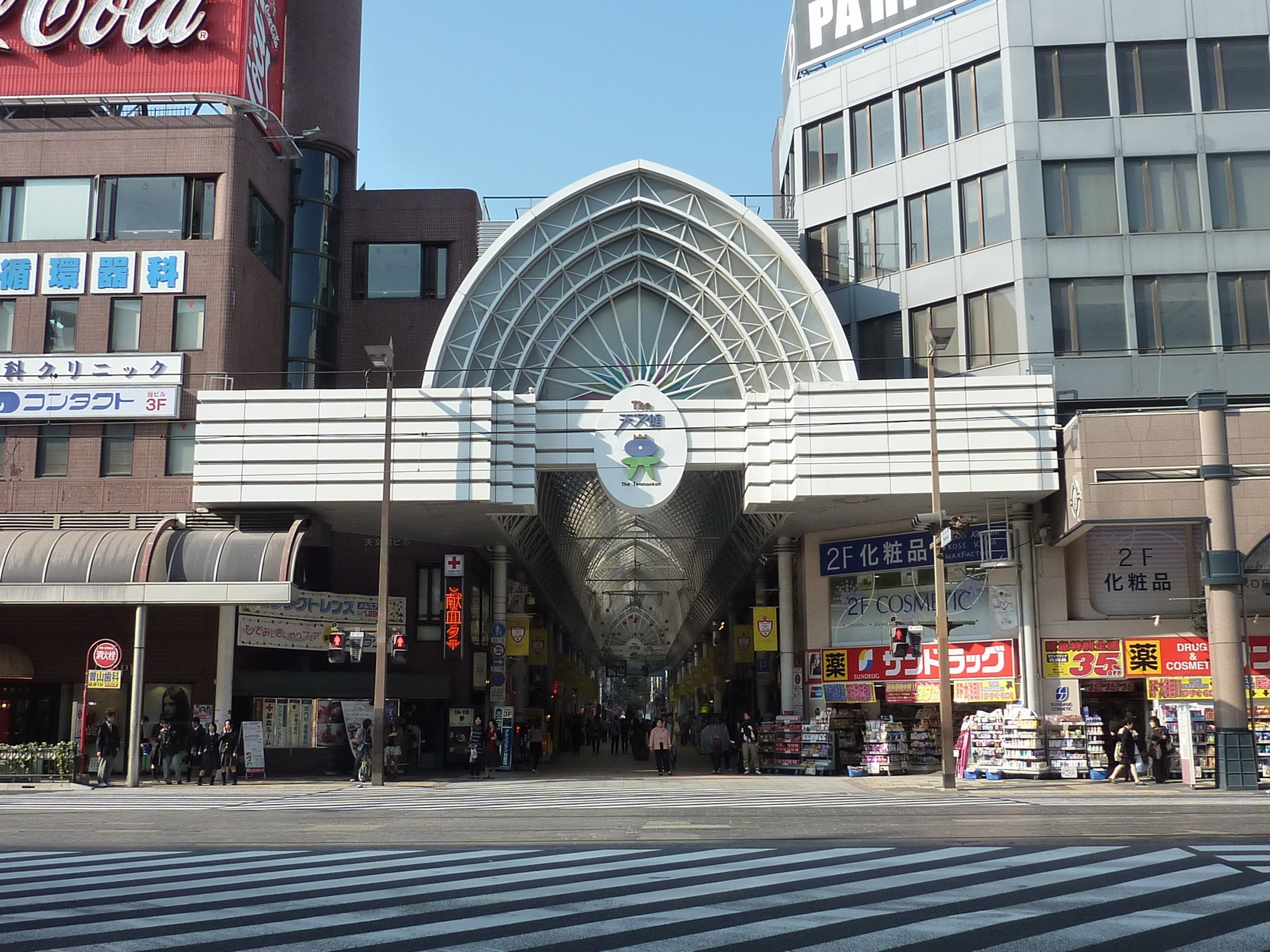
シネシティ文化があった天文館のアーケード商店街

鹿児島ミッテ10（鹿児島県鹿児島市）
株式会社ティ・ジョイと共同で運営している。10スクリーン、計1816席＋車いす17席。デザイン担当は東京都のフィールドフォー・デザインオフィス。鹿児島市中央町1-1のアミュプラザ鹿児島本館6階に2004年（平成16年）9月17日開館。2007年（平成19年）に鹿屋市に公設のリナシアターが開館した際には、接客や映写技術などスタッフの研修を受け入れている。2018年（平成30年）7月13日にはシアター10に鹿児島県初のIMAXデジタルシアターを設置した。
| スクリーン | 座席数             | 音響設備                                |
| ---------- | ------------------ | --------------------------------------- |
| シアター1  | 78席（車椅子1席）  | ドルビーデジタル                        |
| シアター2  | 88席（車椅子1席）  | ドルビーデジタル                        |
| シアター3  | 113席（車椅子1席） | ドルビーデジタル                        |
| シアター4  | 153席（車椅子1席） | ドルビーデジタル、3D上映（XpanD）       |
| シアター5  | 164席（車椅子1席） | ドルビーデジタル                        |
| シアター6  | 110席（車椅子1席） | ドルビーデジタル                        |
| シアター7  | 397席（車椅子4席） | ドルビーデジタル                        |
| シアター8  | 204席（車椅子1席） | ドルビーデジタル                        |
| シアター9  | 250席（車椅子2席） | ドルビーデジタル、3D上映（XpanD）       |
| シアター10 | 259席（車椅子4席） | ドルビーデジタル、3D上映（XpanD）、IMAX |

### 外食事業
- ビアレストラン パブキリン（飲食店） - 福岡市
- 居酒屋朝次郎 天神ビル店（飲食店） - 福岡市
- 魚菜や朝次郎 アミュプラザ鹿児島店（飲食店） - 鹿児島市
- 居酒屋朝次郎 天文館店（飲食店） - 鹿児島市
- 魚菜や朝次郎 アミュプラザ長崎店（飲食店） - 長崎市

出典は公式サイト

## かつて経営・運営していた店舗

### 映画事業
- シネテリエ天神（福岡県福岡市）
1スクリーン、60席。1983年（昭和58年）に天神の親不孝通りにテアトル天神として開館。ミニシアターだった。1988年（昭和63年）に有楽興行が運営を引き継いでシネテリエ天神に改称。2009年（平成21年）10月16日に天神シネマに改称して成人映画館に。2010年（平成22年）10月29日閉館。2009年時点で支配人を務めていた杉井昌明はシネテリエ天神が「九州初のミニシアター」だったとしている[5]。
- シネシティ文化（鹿児島県鹿児島市）
開館時は4スクリーン。閉館時は7スクリーン。1988年（昭和63年）7月23日に天文館の千日町に開館。2004年（平成16年）9月17日に鹿児島ミッテ10を開館させたことで客足が減り、2006年（平成18年）6月5日に休館。「九州初の複合映画ビル」であり、有楽興行はシネシティ文化が「九州初のシネマコンプレックス」であるとしている。
- 小倉シネシティ有楽（福岡県北九州市）
小倉区（現：小倉北区）大正町にあった小倉有楽劇場を前身に、1987年（昭和62年）7月、小倉有楽100・有楽150として2スクリーン化。その後1997年（平成9年）7月5日、東京第一ホテル小倉地下1階に移転し、上記の名称で3スクリーン化した。しかし2000年（平成12年）にシネプレックス小倉、2003年（平成15年）にT・ジョイリバーウォーク北九州がオープンしたことで競争が激化した結果、2003年8月31日をもって閉館[6]。入居していた東京第一ホテル小倉は2007年（平成19年）7月5日付でホテルマネジメントインターナショナルに譲渡され「ホテルクラウンパレス小倉」に改称し現在に至っている。

| スクリーン | 座席数 | 設備                         |
| ---------- | ------ | ---------------------------- |
| シアター1  | 278席  | ドルビーデジタル・35mm映写機 |
| シアター2  | 132席  | ドルビーデジタル・35mm映写機 |
| シアター3  | 120席  | ドルビーデジタル・35mm映写機 |